# Dimitar Kovačevski
Dimitar Kovačevski (in macedone Димитар Ковачевски?) (Kumanovo, 24 luglio 1974) è un politico ed economista macedone, Presidente del Governo della Macedonia del Nord dal 17 gennaio 2022 al 28 gennaio 2024.
Membro dell'Unione Socialdemocratica di Macedonia (SDSM), è stato viceministro delle finanze dal 2020 fino alla sua nomina a Primo ministro nel 2022.

## Biografia
Dimitar Kovačevski è nato a Kumanovo, figlio di Slobodan Kovačevski, sindaco di Kumanovo dal 2000 al 2005 e ambasciatore della Repubblica di Macedonia in Montenegro dopo l'instaurazione delle relazioni diplomatiche tra i due paesi nel 2006. Ha completato gli studi superiori a Waterville, negli Stati Uniti d'America. Nel 1998 si laureò presso la Facoltà di Economia dell'Università Santi Cirillo e Metodio di Skopje e ha conseguito un master presso la stessa facoltà nel 2003. Nel 2008 ha completato gli studi di dottorato in economia presso la Facoltà di Economia dell'Università del Montenegro.
Ha iniziato la sua carriera lavorativa nel 1998 presso la società di telecomunicazioni macedone Makedonski Telekom. Dal 2005 al 2017 ha ricoperto diversi incarichi dirigenziali nell'azienda. Dal 2017 al 2018 è stato direttore esecutivo di A1 Macedonia (allora nota come one.Vip), una società controllata del Gruppo Telekom Austria.
È stato professore assistente in due università private di Skopje dal 2012, prima presso la New York University di Skopje, e poi presso la Facoltà di Economia e Management dell'University American College Skopje, dove nel 2018 è stato nominato professore associato.
Nel 2018 ha co-fondato una società privata che ha aperto il primo stabilimento nazionale per la produzione di moduli fotovoltaici nella Macedonia del Nord.
È membro dell'Unione Socialdemocratica di Macedonia dal 1994.

### Carriera politica

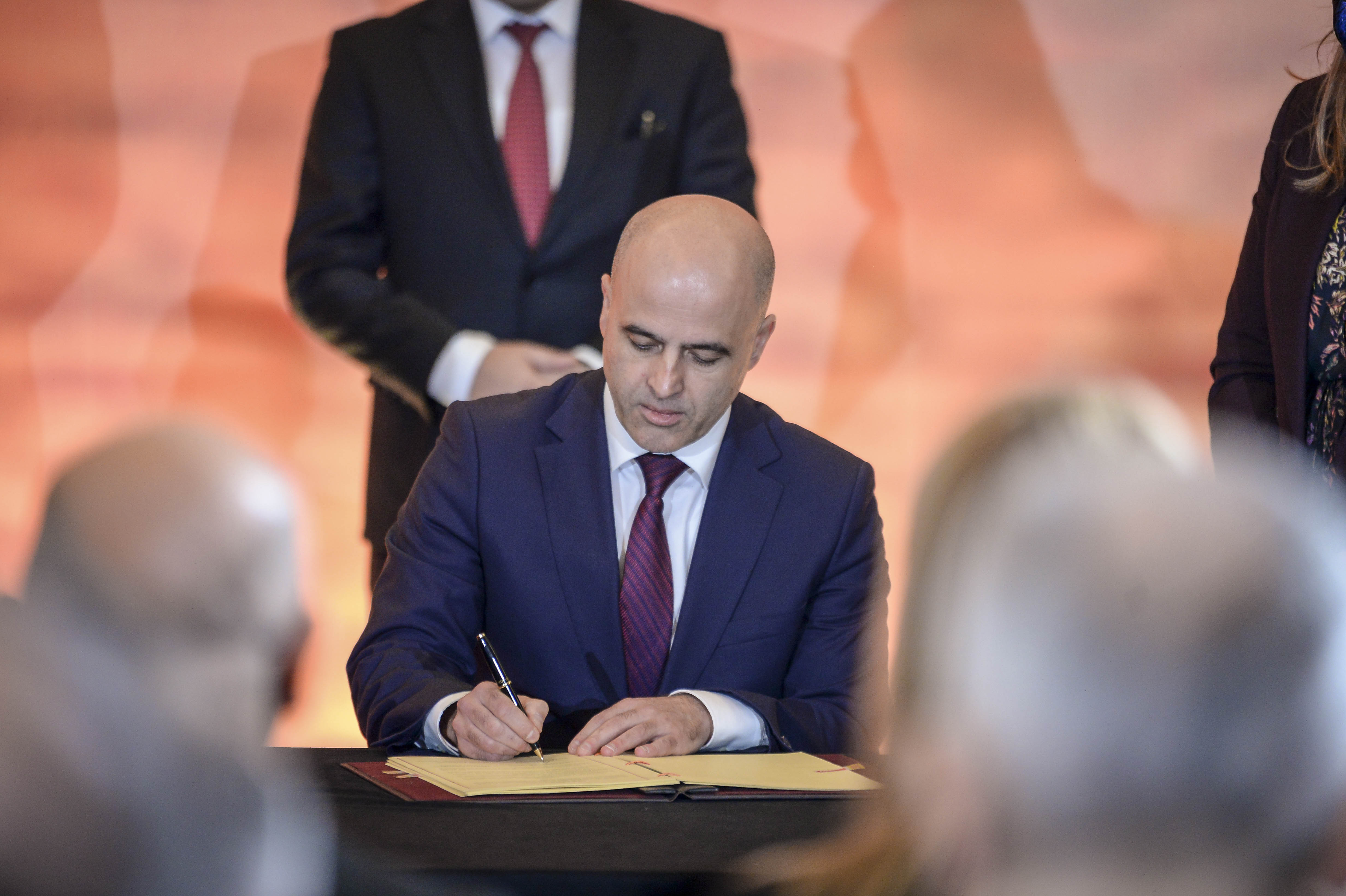
Kovačevski firma un accordo al vertice Open Balkan a Tirana, Albania, 21 dicembre 2021.

Dopo le elezioni parlamentari del 2020 in Macedonia del Nord, è stato nominato viceministro delle finanze nel secondo governo di Zoran Zaev. Il parlamento lo ha confermato in questa carica il 23 settembre 2020.
A seguito della sconfitta del suo partito alle elezioni locali del 2021, Zoran Zaev annunciò le sue dimissioni sia da Primo ministro che da leader dell'SDSM. Ciò ha reso instabile la fragile maggioranza di governo, che tuttavia è sopravvissuta a un voto di sfiducia richiesto dall'opposizione guidata dal VMRO-DPMNE. In seguito il governo di Zaev ha rafforzato la sua maggioranza in parlamento ottenendo il sostegno di altri quattro parlamentari di Alternativa, partito che fino ad allora era all'opposizione. Kovačevski ha accompagnato Zaev durante i negoziati con Alternativa, che ha lanciato il suo nome come il più probabile successore di Zaev.
Dopo che Zaev si è ufficialmente dimesso da presidente dell'SDSM, Kovačevski ha vinto le elezioni interne del partito il 12 dicembre 2021, sopravanzando altri due candidati e succedendo a Zaev come leader del partito.
Ha prestato giuramento come nuovo Presidente del Governo il 17 gennaio 2022.